# جمعية مهندسي البترول
جمعية مهندسي البترول، والتي تُعرف اختصاراً (SPE) هي منظمة مهنية غير ربحية من المنظمات المعفاة من ضريبة الدخل الفيدرالية بموجب الفقرة 501(c)(3) تتمثل مهمتها المعلنة في "ربط مجتمع عالمي من المهندسين والعلماء ومحترفي الطاقة ذوي الصلة بتبادل المعرفة والابتكار وتطوير كفاءاتهم الفنية والمهنية فيما يتعلق باستكشاف وتطوير وإنتاج النفط والغاز وموارد الطاقة ذات الصلة لتحقيق مستقبل طاقة آمن ومستدام".
تقدم الجمعية منتدى عالميًا لمتخصصي التنقيب عن النفط والغاز الطبيعي وإنتاجه لتبادل المعرفة التقنية وأفضل الممارسات. تدير الجمعية المكتبة متعددة التخصصات ون بترو OnePetro وموقع بتروويكي PetroWiki، بالإضافة إلى نشر المجلات والمجلات والكتب المحكمة. كما تستضيف أيضًا أكثر من 100 حدث سنويًا في جميع أنحاء العالم بالإضافة إلى توفير أدوات عبر الإنترنت وفرص تدريب شخصية. تحتوي مكتبة الجمعية الفنية (ون بترو) على أكثر من 200,000 ورقة فنية - منتجات من مؤتمرات ودوريات الجمعية، متاحة للصناعة بأكملها.
الجمعية لديها مكاتب في دالاس وهيوستن وكالجاري ولندن ودبي وكوالالمبور. وهي جمعية مهنية لأكثر من 119,000 مهندس وعالم ومدير ومعلم. يوجد حوالي 52,000 طالب عضو فيها.

## التاريخ
بدأ تاريخ الجمعية قبل إنشائها الفعلي بفترة طويلة. خلال العقد الذي تلا اكتشاف عام 1901 لحقل سبيندليتوب، رأى المعهد الأمريكي لمهندسي التعدين (AIME) حاجة متزايدة لمنتدى في مجال جديد مزدهر لهندسة البترول. نتيجة لذلك ، شكل المعهد لجنة دائمة للنفط والغاز في عام 1913.
في عام 1922، توسعت اللجنة لتصبح واحدة من 10 أقسام مهنية في المعهد الأمريكي لمهندسي التعدين والمعادن والبترول. استمر قسم البترول في المعهد في النمو خلال العقود الثلاثة القادمة. بحلول عام 1950، أصبح قسم البترول أحد الفروع الثلاثة المنفصلة للمعهد، وفي عام 1957 توسع فرع البترول في المعهد مرة أخرى لتشكيل مجتمع مهني.
عُقد أول اجتماع لمجلس إدارة جمعية مهندسي البترول في 6 أكتوبر 1957، مما جعل عام 2007 الذكرى الخمسين للجمعية كمجتمع مهني.
كان 6 أكتوبر 2017 هو الذكرى الستون لتأسيس الجمعية. في السنوات الستين الماضية، سعت الجمعية لتوفير الموارد لمهندسي البترول التي في أمس الحاجة إليها. وتستمر الجمعية في تنظيم أكثر من 100 حدث حول العالم، وتنشر المعلومات ذات الصلة تقنيًا عبر الإنترنت، ومطبوعة، وتسلمها إلى أعضائها. كما تقدم الجمعية مجموعة واسعة من الجوائز والمنح الدراسية لتكريم أبطال الصناعة وقادة المستقبل.

## العضوية
جمعية مهندسي البترول هي جمعية غير ربحية. يحصل مهندسو البترول الأعضاء فيها على إمكانية الاستفادة من العديد من المزايا مثل الاشتراك المجاني في مجلة تقنية البترول Journal of Petroleum Technology، وندوات مجانية غير محدودة، وخصومات على حضور مناسبات الجمعية (المؤتمرات، وورش العمل، والدورات التدريبية، وما إلى ذلك) وكذلك المطبوعات. ويُمنح الأعضاء أيضًا وصولاً حصريًا إلى موقع SPE Connect وتطبيق إدارة الكفاءة. ويعد هذا الموقع والتطبيق وسيلة للأعضاء لتبادل المعرفة التقنية والإجابة على أسئلة التطبيق العملي لبعضهم البعض ومشاركة أفضل الممارسات.
تضم الجمعية حوالي 119,000 عضو في 138 دولة. وأقسام الجمعية هي مجموعات من أعضاءها المحترفين، وأقسام طلاب الجمعية هي مجموعات من الأعضاء يُطلق عليهم عادةً من اسم الجامعة المضيفة أو المنطقة الجغرافية. ينتسب أكثر من 67,000 عضو محترفاً إلى 203 للأقسام، وينتمي حوالي 52,000 طالب إلى 427 أقسام طلاب الجمعية.
كما تمنح الجمعية منحًا دراسية سنويًا لأعضاء الطلاب.

### الجوائز
سنويًا، تكرّم الجمعية الأفراد لمساهمتهم في صناعة النفط والغاز على المستويين الإقليمي والدولي.
ويُرشح جميع الأفراد الذين حصلوا على جوائز إما من زميل صناعي أو مُوجه، وما إلى ذلك، باستثناء الحاصلين على ميدالية المؤلف التقني الشاب سيدريك ك.فيرغسون، والتي تُمنح للأعضاء الذين ألفوا ورقة معتمدة للنشر في مجلة جمعية مهندسي البترول (مجلات يراجعها الأقران حول موضوعات النفط والغاز) أقل من سن 36. ومتطلبات الترشيح للجائزة متاحة في الموقع الإلكتروني.
ويعلن عن جوائز الجمعية الدولية عبر الإنترنت، وتنشر في مجلة تقنية البترول، وتقدم في المؤتمر والمعرض الفني السنوي.

#### الجوائز الدولية
- جوائز العضوية
  - العضوية الفخرية
  - العضوية المتميزة
- الجوائز الفنية
  - أنتوني ف. لوكاس الميدالية الذهبية للقيادة الفنية
  - جائزة جون فرانكلين كارل للمحترفين المتميزين
  - جائزة ليستر سي أورين للتميز الفني
  - جائزة تحسين الإنجازات والتكنولوجيا
  - جائزة هندسة الحفر
  - جائزة تقويم التكوين
  - جائزة الصحة والسلامة والبيئة
  - جائزة الإدارة والمعلومات
  - جائزة الإنتاج والعمليات
  - جائزة المشاريع والمرافق والبناء
  - جائزة وصف الخزان وديناميكيته
- الجوائز المهنية
  - سيدريك ك.فيرغسون وسام المؤلف الفني الشاب
  - ميدالية تشارلز إف راند الذهبية التذكارية
  - وسام DeGolyer للخدمة المتميزة
  - جائزة الإنجاز المتميز لكلية هندسة البترول
  - جائزة الإنجاز المتميز مدى الحياة
  - جائزة الخدمة المتميزة
  - جائزة الخدمة العامة
  - جائزة روبرت إيرل ماكونيل
  - جائزة الخدمة المتميزة للعضو الشاب
  - جائزة الاستدامة والإشراف في صناعة النفط والغاز

#### الجوائز الإقليمية
تمنح الجمعية جوائز فنية ومهنية على المستوى الإقليمي. ويُشار إلى الحاصلين على الجوائز الإقليمية على المستوى الدولي للجائزة التي حصلوا عليها في موسم الجوائز التالي. وتقدم الجوائز الإقليمية في الاجتماعات الإقليمية أو المحلية.
- الجوائز الفنية
  - تحسين عمليات الإكمال والتكنولوجيا
  - هندسة الحفر
  - تقييم التكوين
  - الصحة والسلامة والمسؤولية الاجتماعية والبيئة
  - الإدارة والمعلومات
  - الإنتاج والعمليات
  - المشاريع والمرافق والبناء
  - وصف الخزان ودينامياته
- الجوائز المهنية
  - جائزة الإنجاز المتميز لكلية هندسة البترول
  - جائزة الدعم المؤسسي المتميز
  - جائزة الخدمة العامة
  - جائزة الخدمة الإقليمية
  - جائزة الخدمة المتميزة للعضو الشاب

### المحاضرين المتميزين
تختار لجنة المحاضرين المتميزين في الجمعية كل عام مجموعة من المرشحين ليصبحوا محاضرين متميزين فيها. ويرشح المحاضرون المتميزون للبرنامج وتختارهم اللجنة لمشاركة خبراتهم الصناعية من خلال إلقاء محاضرات في أقسام الجمعية المحلية في جميع أنحاء العالم. ويبلغ المرشحين بترشيحهم ويجب عليهم تقديم ملخص عن سيرتهم الذاتية، وعرض تقديمي يمكن تقديمه في غضون ثلاثين دقيقة أو أقل، ومعلومات إضافية للجنة.

## المنشورات
تنشر الجمعية المجلات والدوريات والكتب التي راجعها النظراء. تنشر أيضًا الأوراق الفنية المقدمة في مؤتمرات الجمعية أو التي وُافق عليها للنشر في المجلات التي تمت مراجعتها من قِبل الأقران على موقع OnePetro.org.

### المجلات المحكمة
تنشر الجمعية خمس مجلات علمية محكمة عبر الإنترنت على OnePetro.org ومن خلال تطبيق دوريات SPE Peer-Review.
دوريات جمعية مهندسي البترول:
- تركز دورية SPE Drilling and Completion على تقنيات الحفر والجوانب التي تؤثر على عمليات الحفر. يخلف هذا المنشور SPE Drilling Engineering.[17]
- تغطي دورية SPE Economics & Managements تقييم الموارد وإدارة المحافظ وغيرها من موضوعات اقتصاديات البترول.
- دورية SPE هي المجلة الرئيسية للجمعية. تنشر الأوراق البحثية التي تقدم رؤى حول التكنولوجيا الناشئة والنظريات في صناعة النفط والغاز. صدر العدد الأول منها عام 1996.
- دورية إنتاج وعمليات SPE[18] المشكلات التي تواجهها عند تشغيل معدات قاع البئر، أو التدفق متعدد الأطوار، أو التحفيز.
- نشرت دورية SPE Reservoir Evaluation and Engineering[19] أوراقًا فنية حول إدارة المكمن، والتوصيف، والمحاكاة.

### المجلات
تنشر الجمعية خمس مجلات:
- مجلة تقنية البترول Journal of Petroleum Technolog ( JPT )[20] هي مجلة الجمعية الرئيسية، وتقدم مقالات عن التطورات في تكنولوجيا النفط والغاز، والقضايا، وغيرها من أخبار صناعة التنقيب والإنتاج. وترسل النشرة الإخبارية JPT أسبوعيًا يوم الأربعاء. يمكن لأي شخص التسجيل لتلقي نشرة JPT الإخبارية، على الرغم من أن بعض المحتوى يمكن الوصول إليه فقط لأعضاء الجمعية. يتلقى كل عضو اشتراكًا مجانيًا في JPT.[9]
- مجلة منشآت النفط والغاز ( OGF )[21] تركز على تقديم آخر الأخبار حول التحولات التقنية والمشروعات في الصناعة.
- مجلة الطريق إلى الأمام ( TWA )[22] هو من قبل أعضاء محترفين من الجمعية ومن أجلهم. إنها أحدث مجلات الجمعية. نشرت أول مرة عام 2006 وانتقل من كونها مطبوعة إلى الإنترنت في عام 2016.[23]
- تهدف مجلة HSE Now[24] إلى تغطية التغييرات في الصحة والسلامة والأمن والمسؤولية البيئية والاجتماعية واللوائح التي تؤثر على صناعة النفط والغاز.
- يعرض علم البيانات والهندسة الرقمية[25] المشهد المتطور للتقنية الرقمية وإدارة البيانات في صناعة النفط والغاز.[26]

### الكتب
نشرت الجمعية العديد من الكتب على مر السنين. كان كتيب هندسة البترول ( PEH ) عبارة عن سلسلة من سبعة مجلدات منشورة. لا تزال الكتيبات الفردية متاحة في صيغ رقمية ومطبوعة.
تواصل الجمعية نشر كتب جديدة حول التطبيقات العملية للتقنيات الجديدة التي يمكن استخدامها لإنتاج النفط والغاز الطبيعي بشكل أكثر كفاءة. يحضر مؤلفو الكتب أحيانًا توقيعات الكتب في المؤتمر والمعرض الفني السنوي. تقدم مكتبة الجمعية كتبًا عن التنقيب واستخراج النفط المحسن وتوصيف المكامن. كما يحصل الأعضاء على خصم كبير على المشتريات من خلال متجر الجمعية لبيع الكتب.

## بتروويكي PetroWiki
أنشئ موقع PetroWiki من دليل هندسة البترول المكون من سبعة مجلدات. يحافظ PetroWiki على محتوى الدليل في شكل غير معدّل، مع السماح لأعضاء بتحديث وتوسيع المحتوى من الإصدار المنشور.
يشرف على المحتوى في PetroWiki عضوان على الأقل من ذوي الخبرة في الموضوع. يساعد هذا في التأكد من أن المعلومات الموجودة في PetroWiki دقيقة من الناحية الفنية.
على عكس بعض مواقع الويكي الأخرى عبر الإنترنت، فإن محتوى PetroWiki محمي بحقوق النشر بواسطة الجمعية.

## ون بترو OnePetro
بدأ موقع OnePetro.org في مارس 2007، وهو عبارة عن مكتبة من مصادر متعددة تتيح للمستخدمين البحث عن مجموعة واسعة من المؤلفات الفنية المتعلقة باستكشاف وإنتاج النفط والغاز والوصول إليها. وهذا الموقع هو جهد متعدد الجمعيات يعكس مشاركة العديد من المنظمات. تقوم جمعية مهندسي البترول بإدارة OnePetro نيابة عن المنظمات المشاركة، وتعمل وتوفر دعم خدمة العملاء.
يحتوي OnePetro حاليًا على أكثر من 200,000 مستند، مع إضافة المزيد بشكل متكرر. من المتوقع أن يزداد عدد المستندات حيث تختار المنظمات الإضافية إتاحة موادها من خلالOnePetro. والموقع هو أول عرض عبر الإنترنت للمستندات من بعض المنظمات، مما يجعل هذه المواد متاحة على نطاق واسع لأول مرة.
المنظمات التالية تعرض حاليًا مستنداتها الفنية المتاحة من خلال موقع OnePetro:
- معهد البترول الأمريكي (API)
- الرابطة الأمريكية لميكانيكي الصخور (ARMA)
- الجمعية الأمريكية لمهندسي السلامة (ASSE)
- مجموعة BHR
- الجمعية الدولية للمهندسين البحريين والقطبيين (ISOPE)
- المؤتمر الدولي لتكنولوجيا البترول (IPTC)
- الجمعية الدولية لميكانيكا الصخور (ISRM)
- المختبر الوطني لتكنولوجيا الطاقة (NETL)
- مؤتمر البحر المتوسط نسخة محفوظة 30 يونيو 2013 على موقع واي باك مشين. (OMC)
- مؤتمر التكنولوجيا البحرية (OTC)
- مجموعة المصالح لمحاكاة خطوط الأنابيب (PSIG)
- NACE الدولية (مهندسو التآكل)
- جمعية البترول الكندية (PETSOC)
- جمعية علماء الجيوفيزياء الاستكشافية (SEG)
- جمعية مهندسي البترول (SPE)
- جمعية مهندسي تقييم البترول (SPEE)
- جمعية علماء الفيزياء البترولية ومحللي سجل الآبار (SPWLA)
- جمعية تكنولوجيا تحت الماء (SUT)
- مجلس البترول العالمي (WPC)

## شهادة هندسة البترول
وُضع برنامج شهادة هندسة البترول SPE كطريقة لاعتماد مهندسي البترول عن طريق الفحص والخبرة. هذه الشهادة مشابهة لتسجيل مهندسي البترول حسب الولاية في الولايات المتحدة.
يستخدم المحترفون المعتمدون في البرنامج بعد أسمائهم.

## موارد الصناعة

### تعريفات الاحتياطيات والموارد البترولية
طوّرت جمعية مهندسي البترول نظامًا لتقييم احتياطيات وموارد النفط والغاز. تستخدم شركات النفط والغاز نظام إدارة الموارد البترولية (PRMS) في تحديد احتياطياتها ويعمل كأساس أساسي لقواعد الإبلاغ التي وضعتها لجنة الأوراق المالية والبورصات الأمريكية.

### استطلاع التعويضات
تقوم الجمعية سنويًا بمسحٍ للأعضاء في جميع أنحاء العالم لمعرفة المزيد حول التعويضات التي يتلقاها مهندسو البترول. في عام 2017، وجدت الجمعية أن متوسط الراتب (الراتب الأساسي) لمهندس البترول كان 151,122 دولارًا أمريكيًا. تقرير مسح الراتب وملفات البيانات متاحة للشراء من خلال موقع الجمعية.

### SPE Energy4me
يقوم برنامج SPE's Energy4me بتثقيف الطلاب الذين تتراوح أعمارهم بين 10 إلى 17 عامًا حول صناعة الطاقة. من خلال الأنشطة العملية الممتعة والتفاعلية التي تدرس مفاهيم العلوم والهندسة والرياضيات، تشجع Energy4me الطلاب الشباب على متابعة الهندسة كمجال وظيفي، مما يضمن القوى العاملة المستقبلية في صناعة النفط والغاز الطبيعي. تنظّم Energy4me ورش عمل لكل من المعلمين والطلاب في العديد من مؤتمرات SPE حول العالم، وشجع أعضاء SPE على زيارة الفصول الدراسية للعلوم في مدارسهم المحلية لإجراء عروض تقديمية موجزة. تقوم Energy4me بتعليم آلاف الأطفال والمعلمين على مستوى العالم.

### تواصل جمعية مهندسي البترول
تم تصميم برنامج تواصل جمعية مهندسي البترول SPE Connect للأعضاء للاستثمار الجماعي والمساهمة والبناء على مجموعة من المعارف لصالح الصناعة ككل. تتضمن ميزات SPE Connect ما يلي: 1) ملف التعريف وصندوق الوارد الخاص بك على الإنترنت ؛ 2) مجتمعات القسم الفني. 3) المجتمعات غير الفنية. 4) دليل أعضاء SPE ؛ 5) المناقشات والمدونات والمكتبات. 6) فرص التواصل. ابق على اتصال عبر تنزيل تطبيق SPE International المجاني على iTunes أو Google Play.